# Королівство Орунгу
Королівство Орунгу (порт. Reino da Orungu, фр. Royaume d'Orungu) — невелика доколоніальна держава на території сучасного Габону в Центральній Африці, що існувала у період з 1700 до 1927 року. Завдяки своєму контролю над работоргівлею в XVIII і XIX століттях вона змогла стати найпотужнішим торговим центром на території Габону в той період.

## Витоки
Королівство Орунгу отримало свою назву на честь однойменного народу невідомого походження, що розмовляв мовою м'єне. Більшість вчених вважають, що вони мігрували в дельту річки Огове на початку XVII століття з півдня африканського континенту Це додатково підтверджується тим фактом, що орунгу, здавалося, зазнали сильного впливу Королівства Лоанго або принаймні його торговців БаВілі. Під час цього періоду міграції орунгу витіснили інший м'єнемовний народ, мпонгве, до естуарію Габону, намагаючись домінувати в торгівлі з європейцями. План був успішним, й на мисі Лопес виникло процвітаюче королівство.

## Уряд
Королівство Орунгу складалося з близько 20 кланів. Один з цих кланів утримував лінію спадкоємства короля, тоді як інші здійснювали контроль над морською торгівлею.
Королівство було унікальним у регіоні, де основною політичною одиницею зазвичай був клан, який керував селом чи декількома селами, де проживав, колективно. Орунгу відкинули традиційний урядовий звичай, обравши собі великого вождя/короля, який, за їхньою традицією, походить від легендарної особи під назвою Мані Понго. Титули політичних посад у королівстві, як і кланова ієрархія, були запозичені з королівства Лоанго. Королівський титул Агамвінбоні, схоже, походить від самих орунгу і не запозичений від префікса «мані», який додається до таких королівств, як Лоанго та Конго .

## Економіка
Королівство Орунгу розвинуло торгівельну культуру завдяки своєму положенню на узбережжі. У XVII столітті голландці домінували в прибережній торгівлі, а слонова кістка була основним експортним товаром. Орунгу були представниками металообробної та судобудівної культури, що дозволило їм домінувати в річковій торгівлі. Морська торгівля була поділена між некоролівськими кланами і включала торгівлю слоновою кісткою, бджолиним воском, фарбувальним деревом (дерево, що використовувалося для виготовлення барвників), копалом і чорним деревом. До початку XIX століття крихітне, але багате королівство змогло імпортувати рабів, яких зазвичай брали в полон або викрадали з віддалених регіонів континенту.

### Рабство
Узбережжя Габону, як і узбережжя Камеруну, відігравало лише незначну роль у трансатлантичній работоргівлі порівняно з дельтою Нігеру, узбережжям Лоанго чи Анголи. Експорт рабів став значним лише після 1770 року. Спочатку королівство було радше покупцем, ніж продавцем рабів, яких вони купували за слонову кістку. Крім імпорту рабів, королівство Орунгу також імпортувало залізо. До 1760-х років орунгу торгували рабами, за допомогою яких агамвінбоні змогли розбагатіти через податки на річках Назарет і Сан-Мексіас. І все ж торгівля на території Орунгу тьмяніла в порівнянні з південним сусідом. У 1788 році мис Лопес і естуарій Габону експортували близько 5000 рабів на рік на противагу 13 500 рабів з узбережжя Лоанго. На початку XIX століття лагуна Фернан Фаз на південь від мису Лопес постачала велику кількість рабів у Королівство Орунгу. До середини XIX століття більшість багаточисельних прибережних племен, таких як мпонгве, не продавали у рабство людей зі свого племені, натомість здійснюючи набіги на більш слабкі сусідні племена. Однак орунгу часто продавали боржників, чаклунів, перелюбників і шахраїв зі свого народу португальським работорговцям. У 1853 році монархія Орунгу під керівництвом вождя Омбанго-Рогомбе погодилася відмовитися від работоргівлі; старі рабські баракуни (або бараки) поблизу сучасного Лібревіля, вже були передані американським місіонерам. Вони створили школу та церковну громаду, яку назвали Барака. Верховний вождь просто переніс работоргівлю вгору за течією і спробував продовжити торгівлю людьми таємно. До 1870-х років нелегальні работорговці відправляли людей із інших районів річки до португальських покупців на узбережжі Тихого океану.

## Культура
Незважаючи на репутацію затятих работорговців у регіоні, деякі відвідувачі королівства залишили схвальні відгуки про регіон та його людей. Джон Ньютон відвідав цю територію в 1743 році і зазначив, що вони здавалися «найбільш гуманними і моральними людьми, яких я коли-небудь зустрічав в Африці; й вони були людьми, які найменше спілкувалися з Європою того часу». З часом орунгу перейняли європейський одяг і звичаї, однак продовжували твердо дотримуватися своїх традиційних вірувань і вороже ставилися до європейських місіонерів; християнська місія у Бараці була дипломатичним маневром у рамках їхніх переговорів із силами, що борються з рабством. Як наслідок, мало хто з орунгу отримував принаймні середню освіту, що обмежувало їхній вплив на колоніальну адміністрацію чи постколоніальну політику Габону. Сьогодні плем'я колишніх работорговців є однією з невеликих етнічних груп Габону, яка налічує близько 10 000 осіб.

## Падіння
Падіння Королівства Орунгу було безпосередньо пов'язане з придушенням работоргівлі в Європі. Казна королівства стала залежною від «рабських» грошей, що почало дестабілізаційні процеси всередині держави. Це призвело до розпаду королівства, і в 1873 році вождь Нтченгуе підписав угоду про надання французам керівних посад на території Орунгу. У 1927 році французи колонізували залишки королівства.